# サイトカラシンB
サイトカラシンB 
は、菌類が分泌する代謝産物の一つ。
モノマーのアクチンがアクチン繊維に重合するのを阻害する。
細胞に処理をするとアクチン繊維の長さが短くなり、アクチン繊維系が関与する現象が阻害される。